# Mompha quaggella
Mompha quaggella é uma espécie de mariposa do gênero Mompha pertencente à família Coleophoridae.